# Stig Bertilsson
Stig Lennart Bertilsson, född 14 april 1950 i Södra Härene församling i Älvsborgs län, är en svensk företagare och politiker (Moderaterna). Han var politiskt aktiv, från 1977 i kommunalfullmäktige i Vårgårda kommun, därefter ledamot i kommunalfullmäktige i Vänersborgs kommun följt av uppdrag som riksdagsman fram till 1996. Från 2011 finns Bertilsson åter med i politiken i Bengtsfors kommun och på kommunfullmäktiges sammanträde 7 mars 2012 gjordes ett omval där Stig Bertilsson valdes till ny ersättare i kommunstyrelsen. Bertilsson är sedan valet 2014 ledamot av Bengtsfors kommunfullmäktige och gruppledare för Moderaterna. Från 1 januari 2019 är han kommunalråd och ordförande i kommunstyrelsen. Detta sedan en allians bestående av M, C och KD med stöd av SD tagit över makten i kommunen.
Bertilsson var riksdagsledamot för Moderaterna (1987–1996). Åren 1991–1994 var Bertilsson regeringens sakkunnige i idrottspolitiska frågor i finansdepartementet med den mer informella titeln "Idrottsminister".
Bertilsson har varit ägare till flera mindre medieföretag som CW Carlssons Tryckeri AB i Vänersborg och driver 2014 företaget Melleruds Nyheter AB. År 1985 förvärvade han tidningen Dalslänningen i Bengtsfors som har en dominerande ställning i nordvästra Dalsland. År 2009 överlät han tidningen Dalslänningen till Nya Wermlands-Tidningen.
Stig Bertilsson blev den förste riksdagsman i Sverige som blivit avsatt av en domstol på grund av att ha fällts för grovt bedrägeri. Hovrätten för Västra Sverige avkunnade domen i maj 1996. Domstolen kom fram till att Bertilssons tidningsföretag på felaktiga grunder fått statligt presstöd, ett så kallat utvecklingsstöd och Bertilsson fälldes mot sitt nekande.
Stig Bertilsson är engagerad inom idrottsrörelsen, bland annat som ordförande i IFK Vänersborg 2006–2014. Bertilsson valdes 14 juni 2014 till ny ordförande i Svenska Bandyförbundet, ett uppdrag som han innehade i fem år.  